# Heini Walter

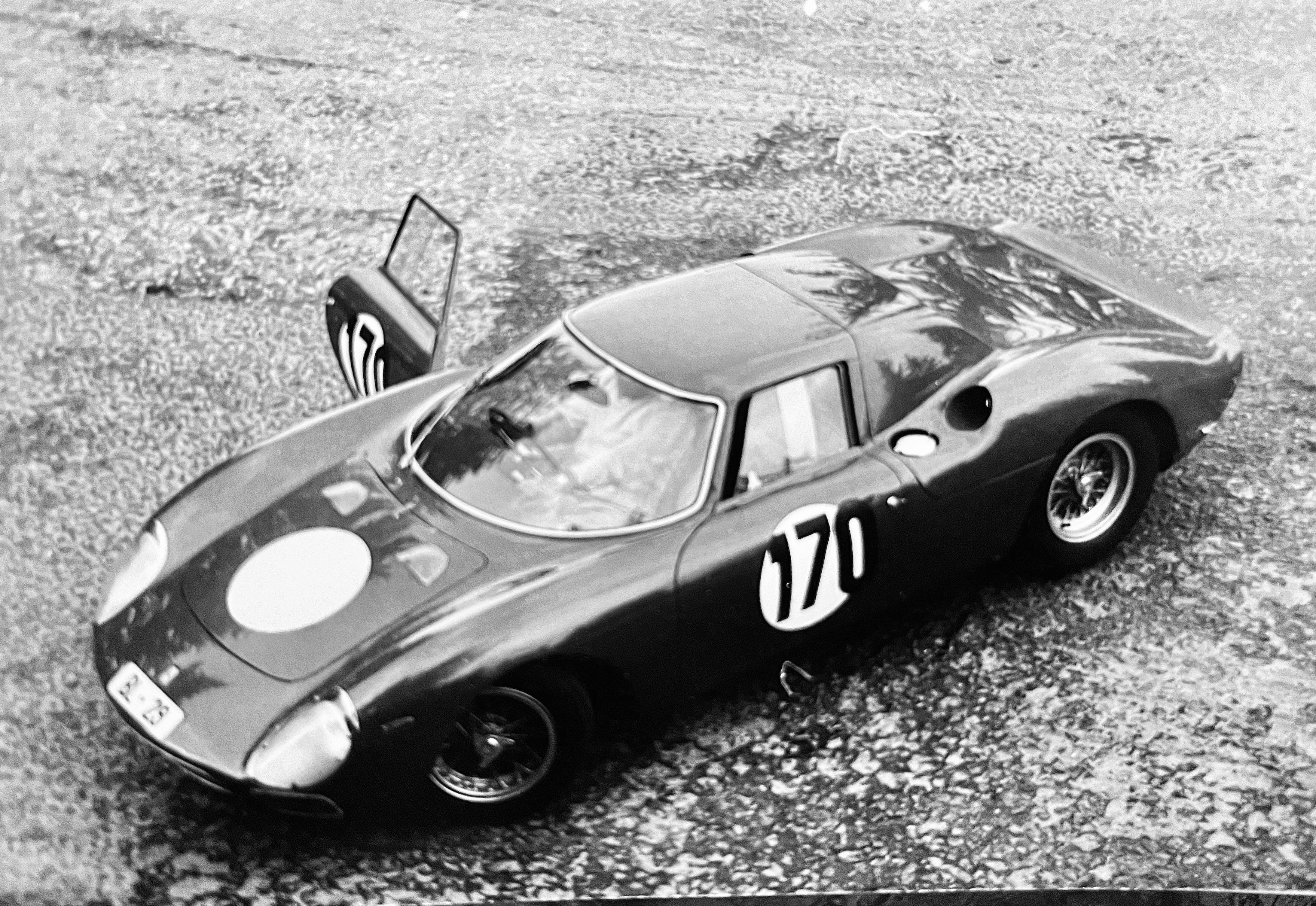
Imagem do Ferrari 250 que Heirich Walter dirigiu em 1965.

Heinrich Walter (Rüti, Glarus, Suíça, 28 de julho de 1927 - 12 de maio de 2009) foi um automobilista suíço que participou do Grande Prêmio da Alemanha de Fórmula 1 em 1962.